# گئورگی آتاناسوف (بازیکن فوتبال)
گئورگی آتاناسوف (انگلیسی: Georgi Atanasov؛ زادهٔ ۶ مارس ۲۰۰۴) بازیکن فوتبال است.